# Bilad el-Cham
Ne doit pas être confondu avec Syrie (région historique) ou Levant (Proche-Orient).

Carte du Bilad al-Cham et ses subdivisions au IXe siècle.

Le terme traditionnel arabe Bilad al-Cham ou Bilad al-Sham ou Bilad el-Chem  (en arabe : بلاد الشام, prononcé « Bilad oush-Sham ») est le nom donné par les conquérants arabes au Moyen Âge à la Grande Syrie. Cette région contenait l'équivalent des États actuels de Syrie, Liban, Jordanie, Palestine et Israël, plus une partie du sud-est de l'actuelle Turquie.
Étymologiquement, le terme signifie « terre de la main gauche », en référence au fait que pour quelqu'un situé dans le Hijaz et faisant face à l'est (l'ancienne « orientation » des cartes), le nord est sur la gauche (de même le nom Yémen signifie « terre de la main droite »).
La région est parfois définie comme la zone autrefois dominée par Damas, qui en fut longtemps la capitale — de fait le mot el-Cham الشام correspond au nom de la ville de Damas en arabe dialectal local. Dans ce cadre, le Bilad al-Cham formait un ensemble plus ou moins homogène, culturellement et économiquement.
Le Bilad el-Cham n'est pas exactement synonyme de « Grande Syrie » ou de « Levant », car la Grande Syrie a pu être considérée comme une trop petite région, et que Levant a parfois désigné une région plus étendue.
Jusqu'à la Première Guerre mondiale, ces territoires faisaient partie de l'Empire turc sous le nom de Syrie (Suriye-eli, capitale Damas). L'ensemble a ensuite été divisé par la Société des Nations puis par l'ONU en plusieurs États. L'empire Ottoman avait réussi à créer une intégration économique entre ces territoires. Cette intégration était même perçue comme étant naturelle pour les Français et Britanniques qui continuèrent dans ce sens malgré la division politique du territoire après 1918. En 1921, ils signèrent des accords de libre-échange entre leurs mandats dans la région. Cela bénéficia grandement aux marchands syriens, puisque dans les années 1920, la Syrie était le centre de la manufacture au sein du Bilad el-Cham. Ainsi, les marchands et industriels syriens ont soutenu cette initiative, ainsi que le Yishouv qui y a vu une opportunité d'augmenter sa capacité industrielle et ainsi se rapprocher de l'Europe.
Aussi, les administrations coloniales française et britannique continuèrent le développement des routes et des chemins de fers entrepris par les Ottomans afin de faire fleurir les industries locales, et de promouvoir les échanges régionaux.
Au début du XXIe siècle des groupes djihadistes comme Daech ont utilisé le nom « Bilad el-Chem » en y incluant l'Irak.

### Source
- (en) Cet article est partiellement ou en totalité issu de l’article de Wikipédia en anglais intitulé « Bilad al-Sham » (voir la liste des auteurs).